# Gaskonja
Gaskonja (francosko Gascogne, /gaskɔɲ/; okcitansko/gaskonjsko Gasconha, /gasˈkuɲɔ/; baskovsko Gaskoinia) je zgodovinska pokrajina v jugozahodni Franciji, pred francosko revolucijo ena od njenih provinc.
Gaskonja je bila zgodovinsko naseljena z Baskom sorodnimi prebivalci. Na njenem ozemlju se govori dialekt okcitanskega jezika gaskonščina. Gaskonja je tudi dežela d'Artagnana, okarakteriziranega v Dumasovih Treh mušketirjih. Gaskonja je poznana tudi po njeni »sladkosti življenja« (douceur de vivre): njena hrana Foie gras (gosja jetra) in vinjak Armagnac, srednjeveška mesta in vasi, imenovana bastide, vgnezdena med zeleno valovito gričevje, naravne lepote z oddaljenimi Pireneji, sončno vreme, vse to prispeva k popularnosti Gaskonje kot turistične dežele.

## Geografija
Gaskonja je razdeljena med nekdanjo regijo Akvitanijo (departmaji Landes, Pyrénées-Atlantiques, južni in zahodni del Gironde, jug Lot-et-Garonne) in nekdanjo regijo Jug-Pireneji (departmaji Gers, Hautes-Pyrénées, jugozahodni del Tarn-et-Garonne in zahod Haute-Garonne). Dolina Aran (Val d'Aran), danes del Španije, je zgodovinsko in kulturno del Gaskonje.

### Naselja
- Auch, zgodovinsko glavno mesto Gaskonje (Aush)
- Bagnères-de-Luchon (Banhèras)
- Bayonne (baskovsko-gaskonjska identiteta) (Baiona)
- Bazas (Vasats)
- Bordeaux (Bordèu)
- Condom (Condom)
- Dax (Dacs)
- Eauze (Eusa)
- Langon (Lengon)
- Lectoure (Leitora)
- Lurd (Lorda)
- Mont-de-Marsan (Lo Mont)
- Nérac (Nerac)
- Oloron (Auloron)
- Orthez (Ortès)
- Pau (Pau)
- Saint-Gaudens (Sent Gaudenç)
- Tarbes (Tarba)

La Bastide-Clairence je gaskonjska enklava znotraj baskovskega ozemlja.

## Zgodovina

### Akvitanija
V predrimskem času so Gaskonjo poseljevali Akvitanci, ki so govorili predindoveropski jezik, soroden staremu baskovskemu jeziku, predhodniku sodobne baskovščine. Njihovo ozemlje je bilo na severu in vzhodu omejeno z reko Garono, na jugu z gorskim grebenom Pirenejev, na zahodu pa z Atlantikom (Biskajski zaliv).
Rimljani so ozemlje imenovali Aquitania bodisi po besedi aqua (»voda«) glede na obilje rek, ki tečejo tod, bodisi po imenu akvitanskega plemena Avskov (latinsko Ausci), čigar ime je morda sorodno baskovskemu korenu eusk- v etničnem poimenovanju baskovski; v tem primeru bi Aquitania pomenila »deželo Avskov«.
V 1. stoletju pred našim štetjem je Akvitanija z zasedbo rimske vojske postala del Rimskega imperija. V letu 27 pr. n. št., v času vladavine cesarja Avgusta je bila ustanovljena Gallia Aquitania, po površini mnogo večja od prvotne, proti severu se je raztezala vse do reke Loare, tako so bila vanjo vključena tudi galska plemena.
Leta 297 je bila Galija Akvitanija z Dioklecijanovimi reformami administrativnih ozemelj rimskega cesarstva razdeljena na tri province. Na ozemlju južno od Garone, ki je ustrezalo prvotni Akvitaniji, je bila ustanovljena provinca Novempopulana (to je, »dežela devetih plemen«), medtem ko je ozemlje severno od Garone bilo razdeljeno na provinci Aquitanico I in Aquitanico II. Tako je dobila ozemlje, ki ustreza sedanji Gaskonji.

### Novempopulana
Novempopulana je tako kot večina ostalega Zahodnorimskega cesarstva trpela pod vdori germanskih plemen, predvsem Vandalov (407-409). V letih 416-418 je bila izročena Vizigotom in postala del njihovega kraljestva s središčem v Tolosi. V letu 507 je ozemlje Novempopulane s porazom Vizigotov in njihovim prebegom na Iberski polotok postalo tako kot večina južne Francije del Frankovskega kraljestva, ki pa je zaradi velike oddaljenosti od njihovega centra v severni Franciji bilo zelo slabo nadzorovano s strani Frankov.

### Vaskonija
Okoli leta 600 so baskovski klani, ki so izhajali iz zahodnih Pirenejev, izkoristili vakuum politične moči in osnovali hegemonijo nad tem ozemljem. Tako je Novempopulana postala znana kot Vasconia (»dežela Vaskonov« - Baskov), ki je nato preko Wasconie pod vplivom romanskega jezika prešla na sedanje ime Gasconia.
Za obrambo akvitanskih meja proti Baskom so Franki oblikovali svojo marko Vojvodstvo Vaskonijo, ki je vsebovala nekdanjo rimsko provinco, v določenih obdobjih pa tudi ozemlje južno od Pirenejev s središčem v Pamploni.
V 9. stoletju je državljanska vojna znotraj frankovskega imperija botrovala dokončni izgubi nadzora nad ozemlji južno od Pirenejev, prav tako tudi uveljavitvi politične moči Baskov, ki se je končala z ustanovitvijo neodvisne baskovske države Gaskonje.
Čeprav so Baski dominirali nad Gaskonjo, so postopoma opustili akvitanski jezik v prid lokalni vulgarni latinščini, ki se je kasneje razvila v gaskonjščino.

### Normanski vdori (840-982)
V letih 842-844 so normanski gusarji osvojili več gaskonjskih mest, vključno z Bordeauxom in Bayonnom, od koder so bili izgnani šele v letih 982-986.